# Lachnoanaerobaculum umeaense
Lachnoanaerobaculum umeaense es una especie de  bacteria grampositiva del género Lachnoanaerobaculum. Fue descrita en el año 2012, es la especie tipo. Su etimología hace referencia a la ciudad de Umeå, Suecia. Es anaerobia estricta y formadora de esporas. Forma colonias circulares, planas y no hemolíticas en agar sangre. Temperatura óptima de crecimiento de 37 °C. Se ha aislado de una biopsia yeyunal en paciente celíaco.